# Sylvain Chavanel
Sylvain Chavanel-Albira (* 30. Juni 1979 in Châtellerault) ist ein ehemaliger französischer Radrennfahrer.

## Sportliche Laufbahn
Sylvain Chavanel begann seine internationale Karriere 2000 bei Bonjour, für das er im ersten Jahr mit einer Etappe des Circuit Franco-Belge seinen ersten internationalen Wettbewerb gewann.
Während seiner Laufbahn entwickelte sich Chavanel zu einem erfolgreichen Zeitfahrer
. Er wurde sechsmal französischer Meister im Einzelzeitfahren und gewann acht internationale Einzelzeitfahrwettbewerbe. Er gewann zehn internationale Etappenrennen. Darunter waren seine Siege bei den Vier Tage von Dünkirchen  2002 und 2004 sowie den Drei Tage von De Panne 2012 und 2013, jeweils Rennen der hors categorie. Bei den Eintagesrennen gewann Chavanel u. a. den GP Ouest France-Plouay 2014 und die französische Straßenmeisterschaft 2011.
Von 2001 bis 2018 startete Chavanel jährlich bei der Tour de France, also insgesamt 18-mal in Folge und ist damit Rekordhalter. Ins Ziel in Paris schaffte er es dabei 16-mal, womit er in dieser Kategorie ebenfalls den Rekord hält (zusammen mit Joop Zoetemelk). 2008 gewann er die 19. Etappe und 2010 die zweite sowie die siebte Etappe. In diesen beiden Jahren wurde er jeweils als kämpferischster Fahrer der Rundfahrt mit der Roten Rückennummer ausgezeichnet. Durch seine Solosiege auf der 2. und 7. Etappe der Tour 2010 eroberte er jeweils für einen Tag das Gelbe Trikot des Gesamtführenden.
Während seiner Zeit bei der belgischen Omega-Pharma-Quickstep-Mannschaft erzielte Chavanel auch vordere Platzierungen bei den Monumenten des Radsports: Er wurde u. a. Siebter bei Paris–Roubaix 2009, bei der Flandern-Rundfahrt 2011 Zweiter und Mailand–Sanremo 2013 Vierter. Mit diesem Team wurde er 2012 sowie 2013 Weltmeister im Mannschaftszeitfahren.
Insgesamt gewann Chavanel auf der Straße neben seinen sieben nationalen Meistertiteln 38 internationale Wettbewerbe.
Auf der Bahn wurde Chavanel dreimal französischer Meister, 2015 und 2016 in der Einerverfolgung und 2017 im Zweier-Mannschaftsfahren mit Thomas Boudat. Außerdem gewann er in der Weltcup-Saison 2016/17 die Einerverfolgung in Glasgow.
Chavanel beendete seine Laufbahn mit einem fünften Platz beim Chrono des Herbiers am 14. Oktober 2018.

## Familie
Sein jüngerer Bruder Sébastien Chavanel war bis 2016 ebenfalls Radrennfahrer.

## Erfolge

### Straße
2000
- eine Etappe Circuit Franco-Belge

2002

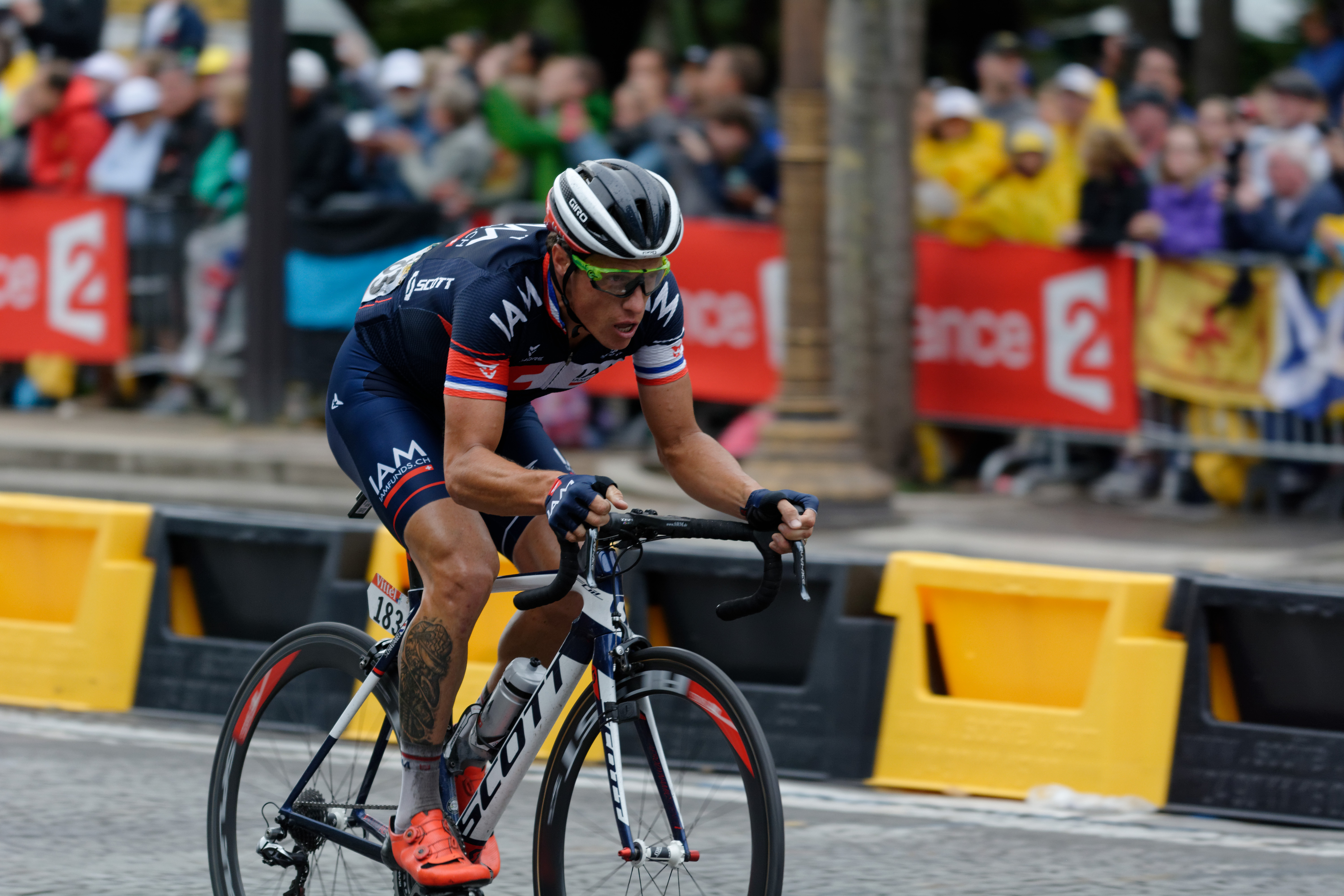
Chavanel bei der Tour de France 2015

- Gesamtwertung Vier Tage von Dünkirchen
- Trophée des Grimpeurs

2003
- Tour du Haut-Var
- eine Etappe Circuit Cycliste Sarthe

2004
- Gesamtwertung Vier Tage von Dünkirchen
- Gesamtwertung Belgien-Rundfahrt
- Polynormande
- zwei Etappen Tour du Poitou-Charentes

2005
- Gesamtwertung und eine Etappe Circuit Cycliste Sarthe
- Französischer Meister – Einzelzeitfahren
- Gesamtwertung Tour du Poitou-Charentes
- Duo Normand (mit Thierry Marichal)

2006
- Französischer Meister – Einzelzeitfahren
- Gesamtwertung Tour du Poitou-Charentes

2008
- eine Etappe Tour Méditerranéen
- eine Etappe Paris–Nizza
- Quer durch Flandern
- Pfeil von Brabant
- eine Etappe Katalonien-Rundfahrt
- Französischer Meister – Einzelzeitfahren
- eine Etappe und  Kämpferischster Fahrer Tour de France

2009
- eine Etappe Paris–Nizza
- eine Etappe Eneco Tour

2010
- zwei Etappen und  Kämpferischster Fahrer Tour de France

2011
- Französischer Meister – Straßenrennen

2012
- Gesamtwertung und eine Etappe Drei Tage von De Panne
- Französischer Meister – Einzelzeitfahren
- Weltmeister – Mannschaftszeitfahren

2013
- eine Etappe und Punktewertung Paris–Nizza
- Gesamtwertung und eine Etappe Drei Tage von De Panne
- Französischer Meister – Einzelzeitfahren
- eine Etappe Eneco Tour
- Weltmeister – Mannschaftszeitfahren

2014
- eine Etappe Vier Tage von Dünkirchen
- Französischer Meister – Einzelzeitfahren
- Gesamtwertung und eine Etappe Tour du Poitou-Charentes
- Grand Prix Ouest France-Plouay
- Chrono des Nations

2016
- eine Etappe Étoile de Bessèges
- Gesamtwertung und eine Etappe Tour du Poitou Charentes

2017
- eine Etappe Tour des Hauts-de-France

### Bahn
2015
- Französischer Meister – Einerverfolgung

2016
- Bahnrad-Weltcup in Glasgow – Einerverfolgung
- Französischer Meister – Einerverfolgung

2017
- Französischer Meister – Zweier-Mannschaftsfahren (mit Thomas Boudat)

## Grand-Tour-Platzierungen
| Grand Tour            | 2001 | 2002 | 2003 | 2004 | 2005 | 2006 | 2007 | 2008 | 2009 | 2010 | 2011 | 2012 | 2013 | 2014 | 2015 | 2016 | 2017 | 2018 |
| --------------------- | ---- | ---- | ---- | ---- | ---- | ---- | ---- | ---- | ---- | ---- | ---- | ---- | ---- | ---- | ---- | ---- | ---- | ---- |
| Giro d’ItaliaGiro     | –    | –    | –    | –    | –    | –    | –    | –    | –    | –    | –    | –    | –    | –    | 36   | –    | –    | –    |
| Tour de FranceTour    | 65   | 36   | 37   | 30   | 58   | 45   | DNF  | 61   | 20   | 31   | 61   | DNF  | 31   | 34   | 54   | 43   | 25   | 39   |
| Vuelta a EspañaVuelta | –    | –    | –    | –    | –    | –    | 16   | DNF  | –    | –    | 27   | –    | –    | –    | 47   | –    | –    | –    |

## Monumente des Radsports-Platzierungen
| Monument                 | 2000 | 2001 | 2002 | 2003 | 2004 | 2005 | 2006 | 2007 | 2008 | 2009 | 2010 | 2011 | 2012 | 2013 | 2014 | 2015 | 2016 | 2017 | 2018 |
| ------------------------ | ---- | ---- | ---- | ---- | ---- | ---- | ---- | ---- | ---- | ---- | ---- | ---- | ---- | ---- | ---- | ---- | ---- | ---- | ---- |
| Mailand–Sanremo          | –    | –    | –    | –    | 52   | –    | 71   | –    | 59   | 37   | 21   | 20   | –    | 4    | 21   | 23   | –    | –    | –    |
| Flandern-Rundfahrt       | –    | –    | –    | –    | –    | –    | –    | –    | 29   | 31   | 24   | 2    | 10   | 13   | 19   | 45   | 33   | 9    | –    |
| Paris–Roubaix            | DNF  | 52   | –    | DNF  | –    | –    | –    | –    | –    | 7    | –    | 38   | 27   | 19   | –    | 94   | DNF  | 19   | 80   |
| Lüttich–Bastogne–Lüttich | –    | –    | DNF  | DNF  | 89   | 48   | 45   | 57   | –    | –    | DNF  | 69   | DNF  | –    | –    | –    | –    | –    | –    |
| Lombardei-Rundfahrt      | –    | –    | –    | –    | –    | 84   | –    | –    | –    | –    | DNF  | DNF  | DNF  | DNF  | –    | –    | –    | –    | –    |